# Klíčany
Klíčany – wieś i gmina w Czechach, w powiecie Praga-Wschód, w kraju środkowoczeskim. Według danych z dnia 1 stycznia 2013 liczyła 379 mieszkańców.